# Vasile Iordache
Vasile Iordache (Iaşi, 9 de outubro de 1950) é um ex-futebolista romeno que atuava como goleiro.

## Carreira
Iordache competiu no Campeonato Europeu de Futebol de 1984.